# 高錕
高錕爵士，大紫荊勳賢（1933年11月4日—2018年9月23日），電機工程學家。他於上海市出生及長大（至初中），於1949年在逃港潮舉家定居英屬香港，於1966年在英國標準電信實驗室做出劃時代的光纤實驗，於2009年獲諾貝爾物理學獎表揚「在光傳輸於纤维的光学通信领域突破性成就」。於1970年返回英屬香港，於1987年-1996年就任香港中文大學校長。於2018年逝世，享壽84歲。

## 生平

### 童年
高錕幼時一家住在上海法租界一棟三層高的房子，直至中學一年級。入學前，父親聘請老師回家，教導高錕和高鋙誦讀四書五經，高錕十歲時入讀上海世界學校，在上海完成小學與初中一年級課程，除接受中文教育以外，同時也學習英文和法文。他通习吴语、粵語、普通话、英语、法語。
童年的高錕對化學十分感興趣，曾經自製氯氣，製造滅火筒、煙火和相纸；最危險的一次是混合红磷粉與氯酸钾，加上水並調成糊狀，再掺入泥裡，搓成泥炸彈並扔到街上引爆。後來他又迷上了無線電，成功地裝了一部有五六個真空管的收音機。
1949年在逃港潮移民英屬香港。入讀聖若瑟書院，就讀中學四年級，1951年高中畢業後，因香港大學沒有電機工程學系，赴英國入讀伍利奇理工學院（現為格林威治大學），於1957年取得英國倫敦大學學院電子工程理學學士學位，後於1965年任職國際電話電報公司時取得伦敦大学学院電機工程學哲學博士學位。

### 婚姻
高錕夫人黃美芸是在英國出生的華人，家中排行第三，有一兄一姊，十二歲喪父，經常被重男輕女的母親責罵。黃美芸取得獎學金入讀大學，大學畢業後到國際電話電報公司研究室工作，在電報公司邂逅高錕。兩人相愛，但因黃美芸的兄長未結婚，所以黃美芸的母親不答應她和高錕結婚。黃美芸最後不理母親反對和高錕結婚。两人于1959年结婚，育有长子明漳、次女明淇，现时皆在美国矽谷生活和工作。

### 職業生涯
1957年，高錕進入國際電話電報公司，在旗下一英国子公司标准电话与电缆公司任工程师。1960年，他进入ITT设于英国的欧洲中央研究机构——标准电信实验有限公司，在那里服务了十年，其职位从研究科学家升至研究经理。其間於1965年取得倫敦大學學院的電機工程哲學博士學位。
1966年在美國電信企業ITT的英國標準電信實驗室任職工程師時做出劃時代的實驗，證明用玻璃纖維可長距離傳遞信息，打破玻璃纖維在早期只能短距離傳信的理論難題。
高錕在ITT時期，鑽研利用玻璃纖維進行信號傳送，並將实验成果，發表多篇論文在世界各地，其中在1966年發表的《光频率介质纤维表面波导》论文中指出：用石英基玻璃纤维进行长距离信息传递，将带来一场通讯事业的革命，并提出当玻璃纤维衰減率下降到每公里20分贝时，光纤通讯即可成功。他的研究为人类进入光导新纪元打开了大门，並为此获得2009年诺贝尔物理学奖以及爱迪生电信奖、马可尼国际奖、贝尔奖、巴伦坦奖章。
高锟于1970年应香港中文大学邀请筹办电子系（現稱電子工程學系），担任香港中文大学电子系教授及讲座教授，任职四年。1974年又返回ITT公司，在位于美国弗吉尼亚州劳诺克的光电产品部担任主任科学家，后擢升为工程主任。1982年，因卓越的研究与管理才能而獲任命为首位「ITT执行科学家」，在康涅狄格州的先进技术中心工作。1985年獲得馬可尼獎。
1987年至1996年，高錕出任香港中文大学第三任校长，並在1989年創立訊息工程學系（及後於1991年併入工程學院，而高氏有份參與建立）。於其任內，適逢香港政府打算將建築學教育的撥款增加一倍，他亦接納了著名建築學者黎錦超教授的建議書，於1991年設立建築學系（2009年起改稱建築學院）。而他一直工作至2009年正式退休，同年当选为中国科学院院士。1997年返港成立「高科橋公司」提供科技顧問服務，同時擔任香港特區政府科技創新委員會委員，後於2000年在大埔工業村投資成立「高科橋光纖有限公司」，生產光纖，後於2003年易主更名「高科橋光通信有限公司」。

### 「高錕星」
中國科學院紫金山天文台于1996年宣佈命名一顆新發現的小行星為「高錕星」（国际编号3463），以表扬他在科学上所做的傑出貢獻。在科學及教育範疇以外，高錕曾於1993年出任港事顧問。

### 諾貝爾獎
2009年獲頒諾貝爾物理學獎，獎項算在英國標準電信實驗室和香港中文大學名下，這是歷史上第一次香港的研究機構列名於諾貝爾獎名單。之后留有其夫人黃美芸代筆的公開信 （页面存档备份，存于）。他亦有英国、美国双重国籍和香港永久居留权。
2009年12月8日，高錕的演說《古沙遞捷音》由夫人和中大4名教授按照《潮平岸闊》內容代筆，夫人代為發表。
12月10日，瑞典皇家科學院向高錕頒授諾貝爾物理學獎。高錕在諾貝爾典禮上獲特別安排，免除走到台中領獎、鞠躬三次的禮儀，瑞典國王卡爾十六世·古斯塔夫破例走到他面前頒獎。

### 晚年生活
高錕在2002年或之前完成英文自传《A Time and a Tide》，許迪鏘翻譯的中文譯本《潮平岸闊——高錕自述》於2005年出版。
2004年初，高锟證實罹患早期阿兹海默病，接受治療。為了協助阿茲海默症患者和家屬，高錕及夫人黃美芸在2010年9月21日成立高錕慈善基金，期望增加大眾對病症的認知以及對患者的關懷，其夫人黃美芸接受香港《明報》採訪时指高锟“老人家记性差”，时而忘记锁匙或书本放在哪里，不过病情轻微，認人、認路均沒有問題。
高錕退休後常於香港和美国加州山景城两地居住。

### 逝世
2018年9月23日早上11時45分，高錕因克雷伯氏肺炎菌引發的肺炎於香港沙田區白普理寧養中心離世，享壽84歲。香港各界均一致表達哀悼，香港中文大學和高錕慈善基金分別在校園和灣仔溫莎公爵大廈設弔唁區。

### 軼事

#### 「我為什麼要處分他們？」
1993年11月13日，中文大學30周年校慶，舉辦了盛大的「開放日」慶祝。當日百萬大道會場坐滿了嘉賓，高錕校長被邀到台上致辭。正當他要發言時，突然有十多位學生衝出來，手持標語，高叫反對開放日口號，會場霎時亂成一團。高校長一個人在台上，手裡拿著講稿，呆呆站著苦笑。與此同時，有學生搶了台上的麥克風，還有兩位爬到典禮正前方的「飯煲底」── 中文大學科學館演講大樓頂層，用一條寫著「兩天虛假景象，掩飾中大衰相」的橫額將中大校徽遮蓋，事件擾攘十多分鐘後，高錕校長才有機會將開幕詞匆匆講完。典禮結束後，高校長打算離開，《中大學生報》記者周保松上前採訪，高聲詢問：「校方會不會處分示威的同學？」高錕校長語氣平靜地邊走邊回答：「處分？我為什麼要處分他們？他們有表達意見的自由」。周保松認為，學生之所以會抗議，是要公开揭露大学之醜相，让外界知道中大30年没什么值得庆祝，藉此激起更多对大学教育的反思。

## 學術研究

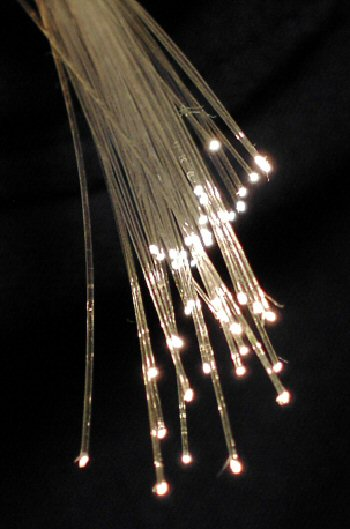
一束光纖

### 重要论文
- K. C. Kao, G. A. Hockham (1966), "Dielectric-fibre surface waveguides for optical frequencies" （《光频率介质纤维表面波导》）, Proc. IEE 113 (7): 1151–1158. （页面存档备份，存于）
- K. C. Kao, T. W. Davies (1968), "Spectrophotometric Studies of Ultra Low Loss Optical Glasses - I: Single Beam Method", Journal of Scientific Instruments (Journal of Physics E) 2 (1): 1063–1068. doi:10.1088/0022-3735/1/11/303
- K. C. Kao (June 1986), "1012 bit/s Optoelectronics Technology （页面存档备份，存于）", IEE Proceedings 133, Pt.J, No 3, 230–236. doi:10.1049/ip-j:19860037

## 履历
- 1957－1970年，國際電話電報公司（ITT）英國電子公司
- 1960－1970年，國際電話電報公司（英）附屬標準通訊實驗室
- 1970－1974年，香港中文大學電子學系教授及講座教授
- 1974－1987年，國際電話電報公司（美）
  - 首席科學家（1974年）
  - 工程總裁、行政科學家（1982年）
  - 研究事務總裁（1986年）
- 1987－1996年，香港中文大學校長
- 1996－2000年，香港高科橋光纖有限公司主席兼行政總裁[26][46]
- 2003－2009年1月，壹傳媒獨立非執行董事
- 1996年至2018年9月，香港中文大學工程學榮譽講座教授[47][48]

## 榮譽與獎項

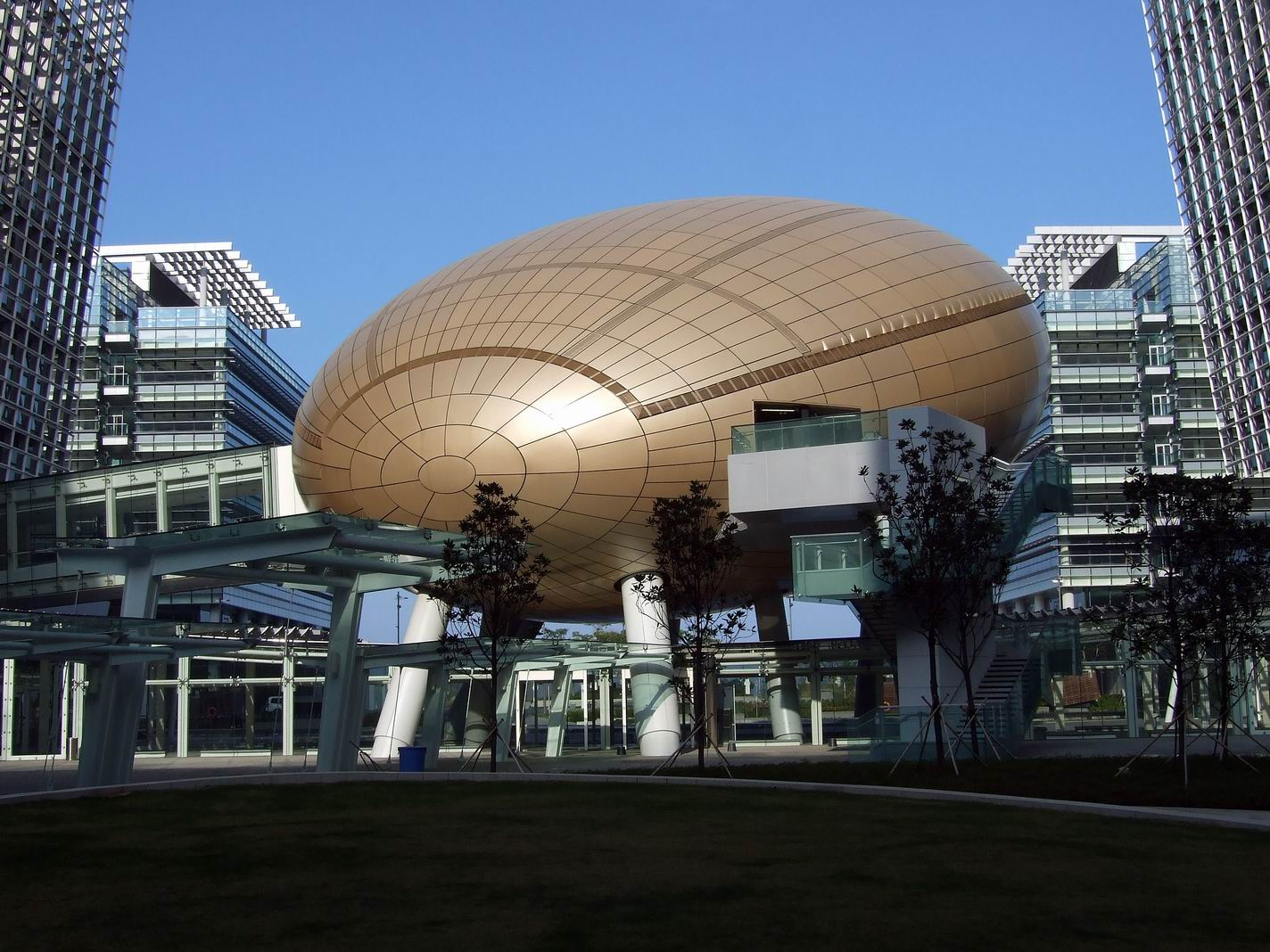
以其命名的高錕會議中心，位於香港科學園

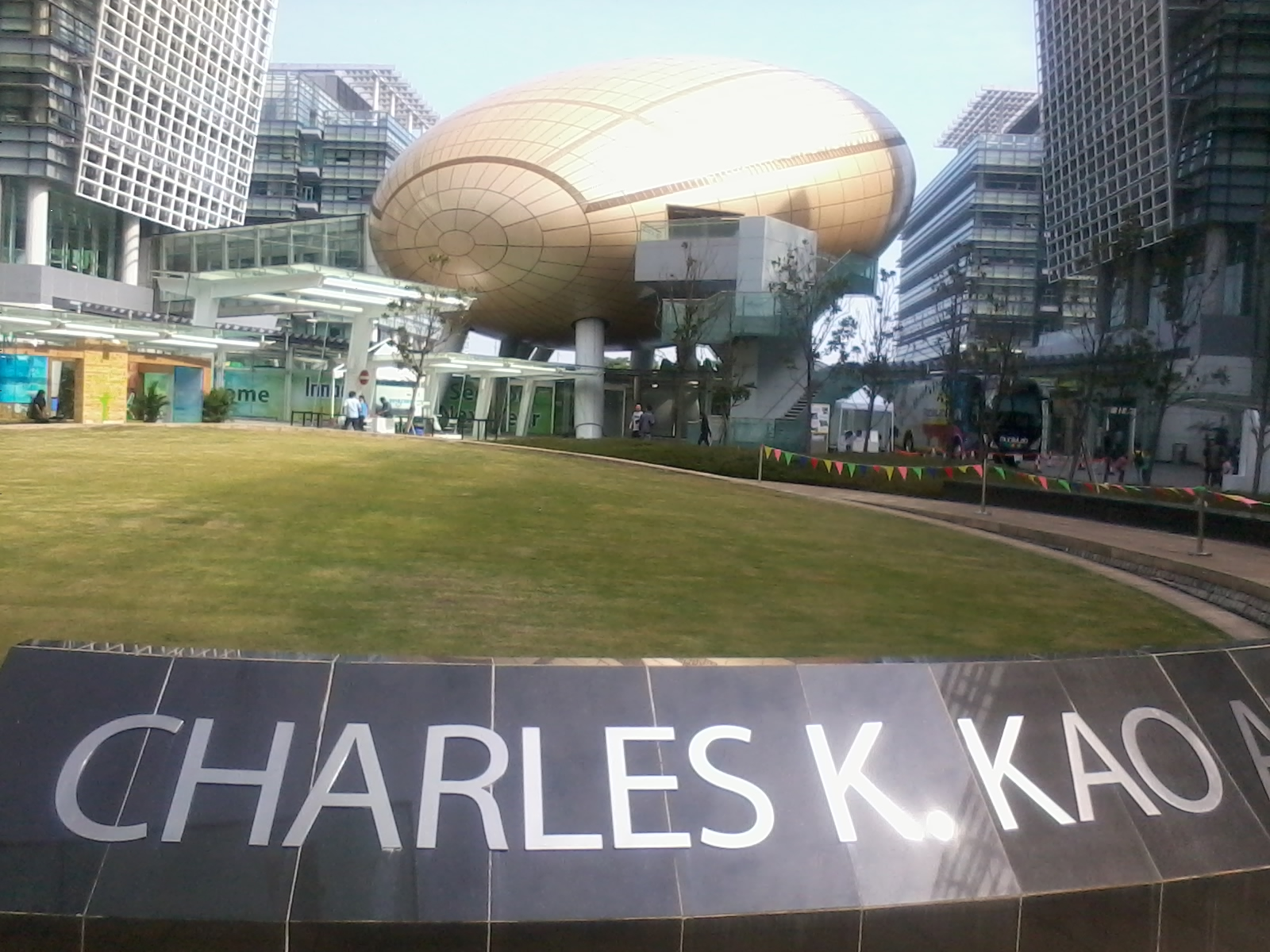
Charles K. Kao Auditorium, 高錕會議中心

### 學術
- 1979年，取得美國電機電子工程師學會終生會員資格[49]
- 1989年，獲選為英國皇家工程科学院院士
- 1989年，獲選為香港電腦學會院士[50]
- 1990年，獲選為美國國家工程院院士
- 1992年，獲選為中央研究院院士[46]
- 1995年，北京大學榮譽教授
- 1995年，清華大學榮譽教授
- 1995年，對外經濟貿易大學榮譽教授
- 1995年，北京邮电大学榮譽教授
- 1996年，獲選為中國科學院第二批外籍院士[51]
- 1996年，香港中文大學工程學榮譽講座教授[52]
- 1997年，獲選為英國皇家學會會員
- 奧地利歐洲科學藝術學院院士
- 瑞典皇家工程科学院外籍院士
- 英國倫敦大學瑪麗皇后學院榮譽院士[53]
- 香港工程科學學院院士
- 澳門科技委員會顧問[54]

### 榮譽學位
- 1985年，香港中文大學榮譽理學博士
- 1990年，英國塞薩斯大學榮譽理學博士
- 1990年，國立交通大學名譽工學博士[55][56]
- 1991年，日本創價大學榮譽博士
- 1992年，英國格拉茲高大學榮譽工程學博士
- 1994年，英國達勒姆大學榮譽理學博士
- 1995年，澳洲格理斐思大學第一服務榮譽博士
- 2010年，英國倫敦大學學院名譽科學博士[21]
- 2011年，香港大學榮譽科學博士[57]

### 獎項
- 1976年，美國硅酸鹽學會「摩尼獎」（The Morey Award）
- 1977年，美國富蘭克林研究所「史特活·柏蘭亭獎章」（The Stewart Ballantine Medal）
- 1978年，英國蘭克信托基金會「蘭克獎」（The Rank Prize）
- 1978年，美國電機電子工程師學會「摩理斯·H·利柏曼紀念獎」（IEEE Morris N. Liebmann Memorial Award）
- 1979年，瑞典艾力松基金會「L·M·艾力松國際獎」（The L. M. Ericsson International Prize）
- 1980年，美國軍用通訊與電子協會（Armed Forces Communications and Electronics Association）「金章獎」（The Gold Medal）
- 1985年，美國電機及電子工程師學會「亞歷山大·格林姆·貝爾獎章」（IEEE Alexander Graham Bell Medal）
- 1985年，美國馬可尼基金會「馬可尼國際科學家獎」（The Marconi International Scientist Award）
- 1985年，意大利熱那亞市「哥倫布獎章」（The Columbus Medal）
- 1987年，日本通訊及計算機促進基金會「通訊及計算機獎」（The C & C Prize）
- 1989年，英國電機工程師學會「法拉第獎章」（Faraday Medal）
- 1989年，美國物理學會「詹姆斯·C·麥高第新材料獎」（James C. McGroddy Prize for New Materials）
- 1992年，光學工程國際協會（SPIE）「協會金章獎」（Gold Medal of the Society）
- 1995年，世界工程組織協會「傑出工程成就金章」（Gold Medal for Engineering Excellence）
- 1996年，英國皇家工程學院「菲利普親王獎章」（Prince Philip Medal）表揚「其開創性(研究)工作以導致光纖(通訊)的發明，並經其領導達至工程及商業化的實現，以及他在香港高等教育的傑出貢獻」
- 1996年，第十二屆「日本國際奖」（日本国際賞）表揚「在寬頻低損耗光纖通訊的開創性研究」的傑出貢獻
- 1999年，美國國家工程學會「查爾斯·斯塔克·德雷珀獎」（Charles Stark Draper），與莫拉（Robert D. Maurer）和麦克契斯尼（John B. MacChesney）共同獲得
- 2006年，香港工程師學會榮譽大獎（The HKIE Gold Medal）[58]
- 2009年，诺贝尔物理学奖，表揚「在纖維中傳送光以達成光學通訊的開拓成就（for groundbreaking achievements concerning the transmission of light in fibers for optical communication）」

### 殊勳
- 1993年，英帝國司令勳章
- 2010年，英帝國爵級司令勳章
- 2010年，香港大紫荊勳章

### 政治委任
- 1994年至1997年，香港港事顧問

### 以其命名的建築物
- 高錕樓（即香港中文大學科學館北座）[52]
- 高錕會議中心 （香港科學園）[59]
- 香港聖若瑟書院高錕樓

### 網絡文化
- 2021年，谷歌紀念高錕88歲冥誕，在11月4日以高錕為谷歌塗鴉封面人物。[60]